# Westfield XTR2
El Westfield XTR2 es un automóvil deportivo ultraligero biplaza fabricado por Westfield turismo Limited, de West Midlands, UK. Cuenta con un chasis ligero de diseño tubular de acero y 170 cv, 1299 cc Suzuki Hayabusa 4 cilindros, apoyado en una caja de cambios secuencial de 6 velocidades. Hay disponibles actualizaciones de rendimiento. Sin embargo, carece de un parabrisas, puertas laterales, techo y prácticamente carece de lujo interior. Como resultado de su simplicidad, el coche sólo pesa entre 410-440 kilogramos, dependiendo de la configuración. Por lograr una relación extremadamente alta entre potencia y peso, ha sido destinado principalmente para ser utilizado en la pista de carreras. Sin embargo, es todavía legal para su uso en carretera (al menos en el Reino Unido). El XTR2 de Westfield es miembro de la Bike coche con motor o BEC clase de vehículo que se están volviendo muy popular en los días de la pista.
El XTR2 hizo una aparición notable en la versión renovada de la BBC Top Gear, donde superó a un Pagani Zonda en una vuelta programada de una pista de pruebas. El Zonda fue el actual campeón de la pista. A pesar de que desde entonces, el registro ha sido superado por varios coches deportivos caros, es un presagio de un tiempo futuro vuelta récord por el Ariel Atom, otro auto minimalista de deportes para que la XTR2 a menudo ha sido comparada.
El XTR2, siendo vendido por Westfield, ha sido complementada por el Westfield XTR4, que ofrece un motor más potente y numerosos refinamientos estéticos y estructurales.